# 本郷村 (岡山県)
本郷村（ほんごうそん）は、岡山県阿哲郡にあった村。現在の新見市哲多町本郷・哲多町宮河内・哲多町花木・哲多町成松にあたる。

## 地理
本郷川の下流域に位置していた。

## 歴史
- 1889年（明治22年）6月1日、町村制の施行により、哲多郡則安村、宮河内村、花木村、成松村が合併して村制施行し、本郷村が発足[1][2]。旧村名を継承した則安、宮河内、花木、成松の4大字を編成[2]。
- 1900年（明治33年）4月1日、郡の統合により阿哲郡に所属[1][2]。
- 1909年（明治42年）本郷郵便局開設[2]。
- 1915年（大正4年）本郷信用購買利用組合設立[2]。
- 1955年（昭和30年）4月1日、阿哲郡新砥村、万歳村と合併し、町制施行し哲多町を新設して廃止された[1][2]。合併後、大字則安は本郷に改称し、哲多町大字本郷・宮河内・花木・成松となる[2]。

## 産業
- 農業[2]
- 産物：米、麦、葉煙草、牛、木炭[2]

## 教育
- 1901年（明治34年）裁縫学校を本郷尋常小学校に付設[2]。1922年（大正11年）農業補習学校に改称[2]。1926年（大正15年）本郷青年訓練所を開設[2]。1935年（昭和10年）農業補習学校と青年訓練所が合併し本郷青年学校となる[2]。1943年（昭和18年）青年学校は万歳村・本郷村組合立哲南青年学校となり成松に移転[2]。
- 1947年（昭和22年）万歳小学校に万歳中学校が併設され、1951年（昭和26年）本郷村・万歳村組合立哲南中学校となり成松に移転[3]。